# Châteaugiron
Châteaugiron (bretonsko Kastell Geron) je naselje in občina v severozahodnem francoskem departmaju Ille-et-Vilaine regije Bretanje. Leta 2009 je naselje imelo 6.450 prebivalcev.

## Geografija
Naselje leži v pokrajini Bretaniji ob reki Yaigne (br. Yegn), 16 km jugovzhodno od Rennesa.

## Uprava
Châteaugiron je sedež istoimenskega kantona, v katerega so poleg njegove vključene še občine Brécé, Chancé, Domloup, Nouvoitou, Noyal-sur-Vilaine, Saint-Armel, Saint-Aubin-du-Pavail in Servon-sur-Vilaine s 25.793 prebivalci.
Kanton Châteaugiron je sestavni del okrožja Rennes.

## Zanimivosti
- srednjeveška trdnjava Château de Châteaugiron iz 12. stoletja, prenovljena v 15. do 17. stoletju,
- cerkev sv. Marije Magdalene,
- cerkev sv. Medarda, Veneffles,
- tržnica.

## Pobratena mesta
- Manorhamilton / Cluainín (Irska),
- Puszczykowo (Velikopoljsko vojvodstvo, Poljska).